# Stefan Stoppok
Stefan Stoppok (* 21. Februar 1956 in Hamburg) ist ein deutscher Liedermacher, Multiinstrumentalist und Rockmusiker. Er erhielt den Deutschen Kleinkunstpreis 2015 in der Rubrik „Chanson/Lied/Musik“. Zu seinen bekanntesten Werken zählen die Songs Ärger (1990), Dumpfbacke (1993), Tanz (Beweg dein Herz zum Hirn) (2002), Cool durch Zufall (2008) und Learning by Burning (2000).

## Biographie

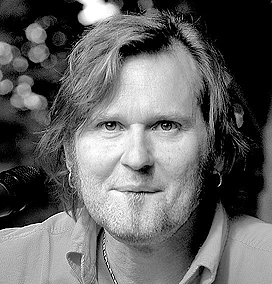
Stefan Stoppok (2007)

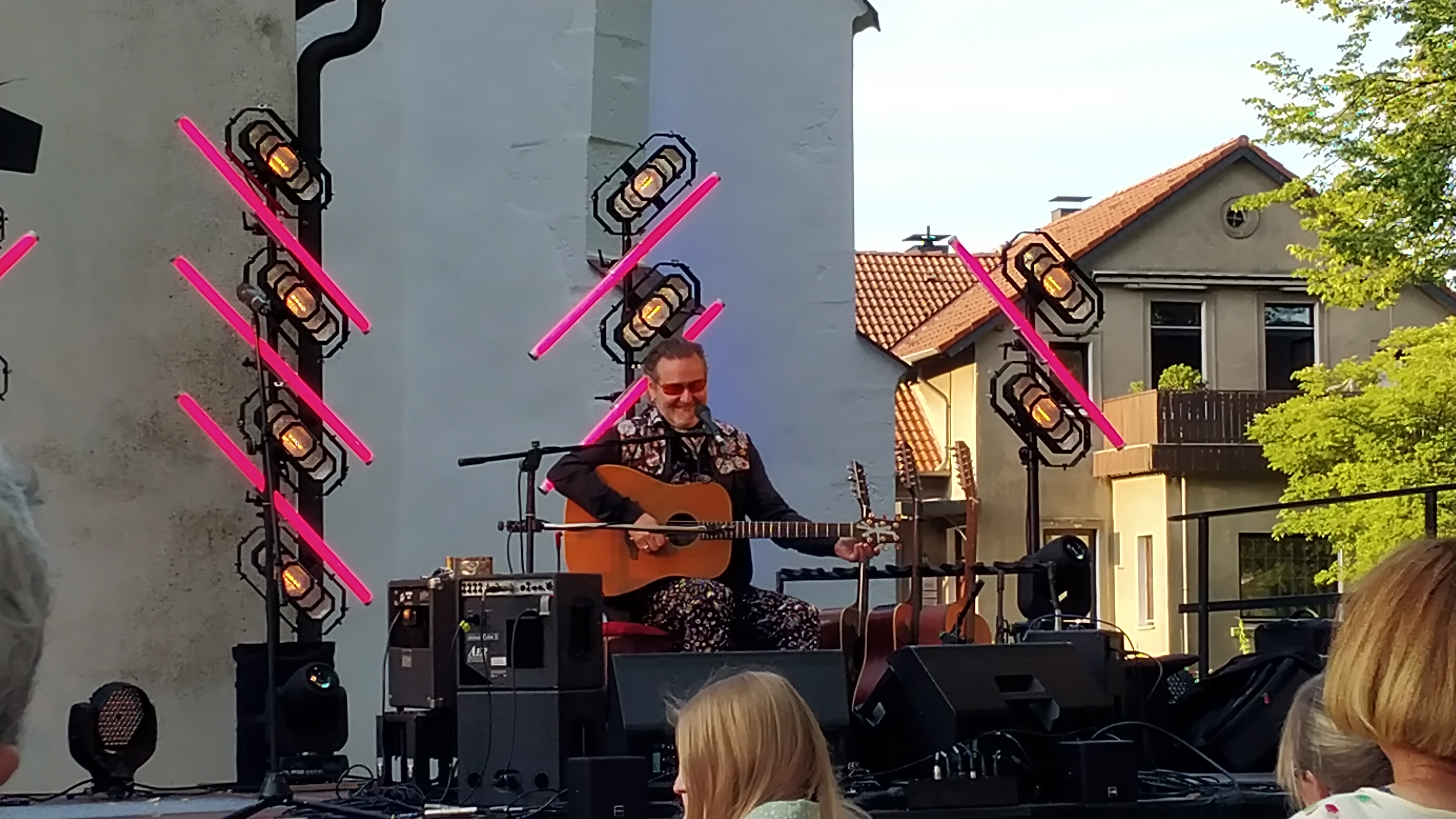
Stoppok (2022)

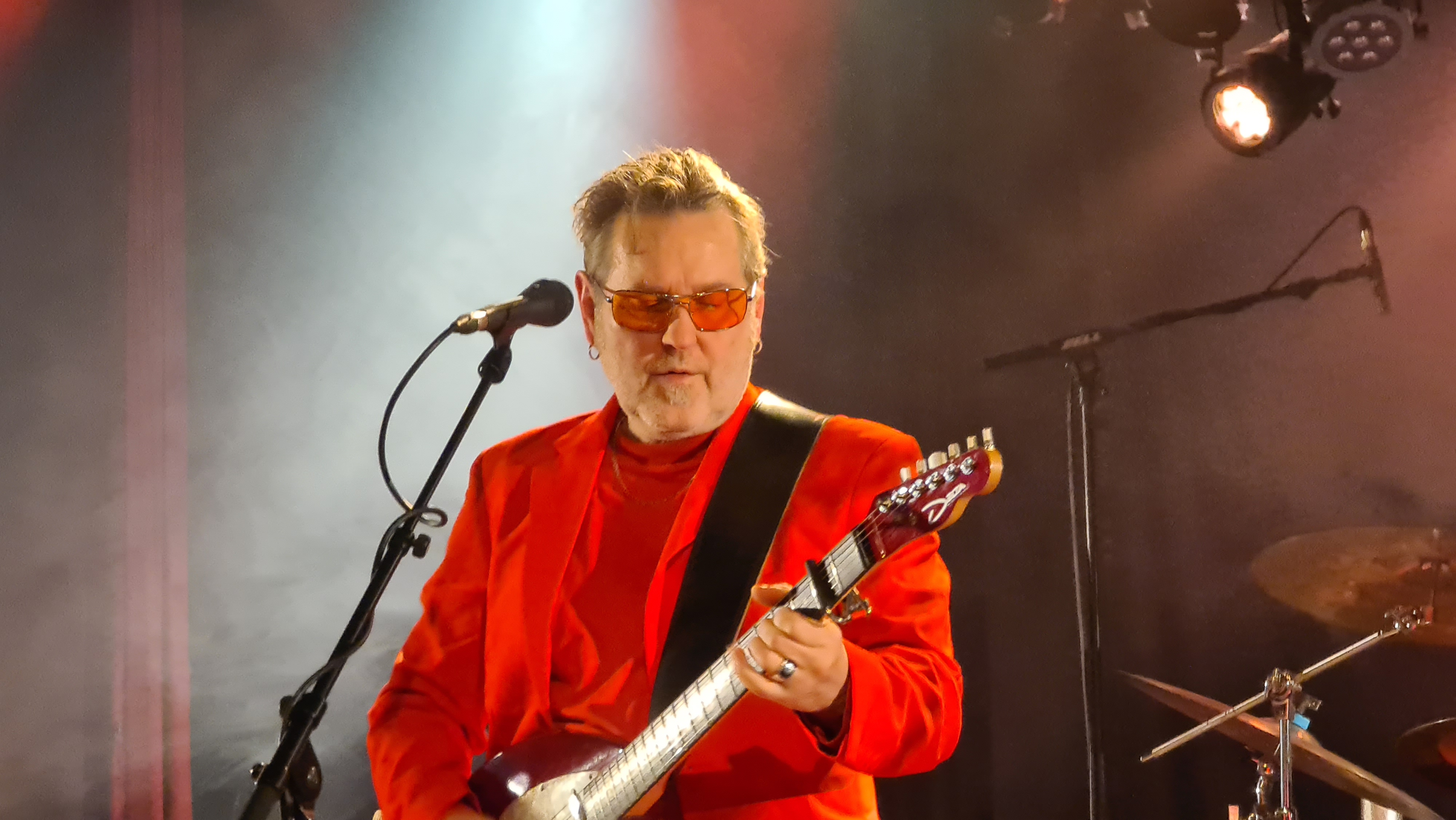
Stoppok (2024)

Stefan Stoppok wuchs in Essen auf. Eine Bewerbung an der Folkwang Hochschule war erfolglos. Ab seinem 18. Lebensjahr zog er drei Jahre lang als Straßenmusiker durch Europa. Seine musikalischen Wurzeln liegen im Folkrock. So war er mit dem Ex-Steeleye-Span-Schlagzeuger Nigel Pegrum um 1980 maßgebliches Mitglied der „Stender Band“. Seit 1982 tritt er solo oder mit der im selben Jahr gegründeten Band „Stoppok“ auf. Sein erstes deutschsprachiges Lied schrieb er 1978. Anfang der 1980er Jahre lebte er in Augsburg.
Von 1990 bis 1999 war er bei Chlodwig Musik und Sony/Epic unter Vertrag, bevor er im Jahr 2000 gemeinsam mit seiner Managerin Ute-Elke Schneider und Christof Stein-Schneider von Fury in the Slaughterhouse die Platten- und Verlagsfirma „La-La-Land“ gründete. Seitdem erscheinen seine Platten unter dem neuen Label „Grundsound“. 1996 lieferte er den Soundtrack zum Sönke-Wortmann-Film Das Superweib. Zum 2002 erschienenen Film Was nicht passt, wird passend gemacht steuerte er erneut den Soundtrack bei. In den Jahren 2011 und 2014 vertonte Stoppok zusammen mit der indischen Band „You & I“ Texte des indischen Literaten Tagore. 
Sein im September 2016 erschienenes 17. Studioalbum Operation 17 kam im Februar 2017 auf die Bestenliste 1-2017 des Preis der deutschen Schallplattenkritik. 2020 erschien das Album Jubel. Im Dezember 2019 wurde die Vorabsingle Lass sie rein veröffentlicht.
Im Februar 2024 erschien das 20. Album Teufelsküche, das Kollaborationen u. a. mit Fortuna Ehrenfeld, Alin Coen, Olli Schulz und Cäthe enthält.

## Musik
Stoppoks musikalische Ausrichtung lässt sich als eine Mischung aus Folk, Blues und Rock bezeichnen. Die Mixtur wird gelegentlich mit Reggae-, Funk- oder Westcoast-Elementen versehen. Neben seinem Gitarrenspiel sind seine mit „schnoddriger“ Stimme vorgetragenen deutschen Songtexte und Überleitungen charakteristisch. Seine eigenen oder mitunter in Koproduktion mit Bernie Conrads oder Danny Dziuk geschriebenen Texte zeichnen sich sowohl durch alltagsnahe Satire als auch durch Nachdenklichkeit aus. Auf der Bühne zeigt er u. a. ein inniges Zusammenspiel mit seinem Bassisten Reggie Worthy.

## Stoppok und Artgenossen
Unter dem Titel „Stoppok und Artgenossen“ lädt Stoppok jedes Jahr unterschiedliche Musiker aus verschiedenen Ländern ein, um gemeinsam mit ihnen einen Konzertabend abzuhalten. Die Konzertreihe besteht seit 2008 und findet traditionellerweise im bayerischen Landsberg am Lech, 2014 zum ersten Mal auch in Worpswede statt. Die Anzahl der teilnehmenden Musiker schwankt dabei von zehn bis fünfzig. Bisweilen trat er dabei ausschließlich mit weiblicher Begleitung auf. Mit folgenden Musikern ist Stoppok im Rahmen der jährlichen „Stoppok und Artgenossen“-Konzertreihe bereits aufgetreten (Auswahl): 17 Hippies, Astrid North, Herwig Mitteregger, Reggie Worthy, Transsylvanians, Ron Spielman, Hiss, Niels Frevert, Chris Farlowe, Klaus Voormann, Mike d’Abo, Michael Lutzeier, Danny Dziuk (Konzert in Lahnstein), Katja Werker, Steffi Stephan, Tsaziken, Jenniffer Kae, Ulrich Rode, Anne de Wolff, Toni Mahoni, DaDing.

## Diskografie
- 1980: Erfrischungen (damals als „Stender Band“; das Album und die Band entstanden in Luton/England, in dieser Konstellation gibt es nur dieses eine Album)
- 1982: Saure Drops und Schokoroll (erstmals unter „Stoppok“)
- 1986: Nie genug
- 1990: Stoppok
- 1991: A’schklar
- 1993: Happy End im La-La-Land
- 1994: Instrumentaal
- 1995: Silber
- 1996: Das Superweib (Original-Soundtrack zum Sönke-Wortmann-Film)
- 1996: Haste mal ’ne Mark – Best of Stoppok
- 1997: Mit Sicherheit
- 1998: Neues aus La-La-Land
- 1999: Stoppok auf Bühne – La-La-Live ’99
- 2000: Grundvergnügen (Stoppok plus Worthy) Duo mit seinem Bassisten Reggie Worthy
- 2002: Wellness
- 2003: Bla-Bla Nonstop
- 2005: Stoppok Solo Live (Doppel-CD)
- 2005: Instrumentaal Vol. 2
- 2007: Hits 1997–2007
- 2008: Sensationsstrom
- 2009: Auf Zeche (Live) (CD + DVD)
- 2009: Grundblues (Stoppok plus Worthy) – Fan-Edition, nur bei Konzerten erhältlich
- 2010: Grundblues 2.1 (Stoppok plus Worthy) – 2. Platte mit seinem Bassisten Reggie Worthy
- 2011: Stoppok plus Artgenossen – 2011 Stadttheater Landsberg am Lech mit Adjiri Odametey, Klaus Voormann, Lüül, Chris Farlowe und Michael Lutzeier
- 2012: Solo Live Zugabe – Fan-Edition, nur bei Konzerten erhältlich
- 2013: Auf Sendung (Solo) (CD+DVD)
- 2014: Popschutz
- 2016: Operation 17[7]
- 2018: Live feat. Tess Wiley (von der Tour 2017)
- 2020: Jubel
- 2024: Teufelsküche[8]

## Filmmusik
- 1996: Das Superweib
- 2002: Harte Brötchen
- 2002: Was nicht passt, wird passend gemacht

## Ehrungen
- 2000: Ehrenantenne des Belgischen Rundfunks
- 2000: Liederpreis des Südwestrundfunks
- 2000, 2004, 2011: jeweils Jahrespreis der Liederbestenliste
- 2013: Deutscher Musikautorenpreis der GEMA im Bereich Text Pop
- 2015: Deutscher Kleinkunstpreis im Bereich Chanson/Lied/Musik, verliehen 2015 durch das Unterhaus in Mainz[9]
- 2016: RUTH – Der deutsche Weltmusikpreis, Hauptpreis[10]
- 2020: Tana-Schanzara-Preis von RuhrHOCHdeutsch und dem Theater Fletch Bizzel[11]

Außerdem wurden seine Alben mehrfach auf den Bestenlisten mit dem Preis der deutschen Schallplattenkritik ausgezeichnet.